# تب خندق

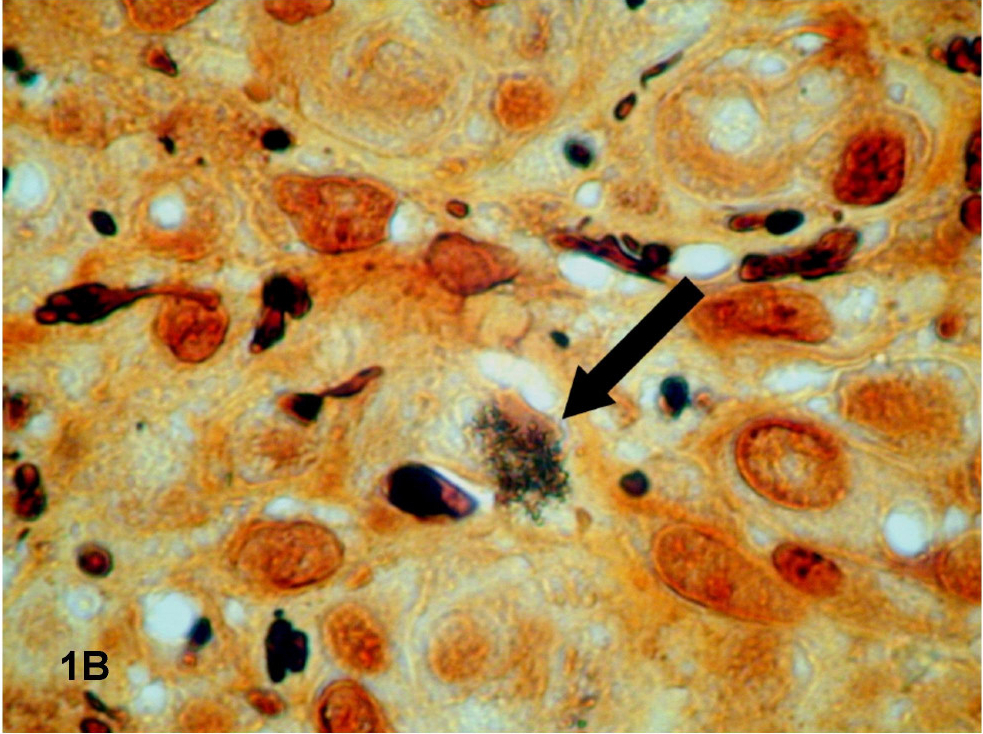
خوشه های باکتری (که با یک فلش نشان داده شده است) در رنگ آمیزی Warthin-Starry

تب خندق (Trench fever) یا تب ۵ روزه(Five day fever)، نوعی بیماری غیرشایع و نسبتاً جدی است که توسط شپش منتقل می‌شود. تب خندق، کشنده نیست اما ناتوان‌کننده است. این بیماری، اولین بار در جنگ جهانی اول در بین سربازانی که در خندق‌ها بودند دیده شد و به همین دلیل تب خندق نامگذاری شد. این بیماری تاکنون به اسامی مختلفی نامگذاری شده‌است مانند تب ولهاینیا (Wolhynia fever)، تب استخوان ساق پا (shin bone fever) و بیماری هیس - ورنر (His-Werner disease).
عامل این بیماری ریکتزیا کوئینتانا (Rickettsia quintana)می‌باشد که شپش آن را در موقع خونخواری می‌بلعد. نام جدید این باکتری، بارتونلا کوئینتانا (Bartonella quintana)است. عامل بیماری بر خلاف ریکتزیاهای دیگر ضرری برای شپش ندارد چون وارد سلول‌های بدن شپش نمی‌شود. در این بیماری نیز مدفوع شپش آلوده‌کننده است. انتقال بیماری مانند تیفوس اپیدمیک از طریق مدفوع آلوده شپش یا له‌شدن آن از راه زخم یا غشای مخاطی می‌باشد.

## بیماریزایی و انتقال
باکتری از طریق آلوده شدن خراش‌های پوستی و زخم‌های ناشی از گزش شپش به مدفوع آلوده شپش، به انسان انتقال پیدا می‌کند. انسان به عنوان مخزن و شپش به عنوان ناقل بیماری می‌کند.

## علائم بالینی
بیماری خود را به صورت تب کلاسیک ۵ روزه نشان می‌دهد. دوره کمون، حدود ۲ هفته طول خواهد کشید. شروع ناگهانی علائم همراه با تب بالا، سردرد شدید، درد در چشم‌ها و عضلات پا و پشت بدن و حساسیت شدید در ساق پا است. عودهای متعددی اما کوتاه تر از بیماری با دوره‌های زمانی بدون تب دیده شده‌است. بهبودی ممکن است یک ماه یا بیشتر طول بکشد. مرگ بر اثر بیماری تب خندق، بسیار نادر است.

## تشخیص بالینی
تست‌های سرولوژیکی (مانند تست Weil-Felix) برای تشخیص قطعی استفاده می‌شود. بیماری باید از سایر بیماری‌ها مانند تیفوس، ارلیشیوز، لپتوسپیروز، بیماری لایم، سرخک و سرخجه تمایز داده شود.

## درمان
از آنتی بیوتیک تتراسایکیلین برای درمان استفاده می‌شود. همچنین می‌توان از آنتی‌بیوتیک کلرامفنیکل نیز استفاده کرد.